# Critics' Choice Awards de 2020
O 25.º Critics' Choice Movie Awards (no original, em inglês, 25th Critics' Choice Awards) foi a 25.ª edição organizada pela associação de críticos de cinema dos Estados Unidos e Canadá, Broadcast Film Critics Association, para honrar os melhores profissionais e obras de cinema de de 2019. 
As nomeações foram publicadas em 8 de dezembro de 2019. O filme The Irishman liderou as indicações com um total de 14, incluindo as categorias de Melhor Filme, Melhor Ator, Melhor Ator Coadjuvante e Melhor Diretor. Once Upon a Time in Hollywood recebeu 12 indicações, seguido de Little Women, que recebeu 9, e 1917 e Marriage Story com um total de 8 indicações. Por fim, Jojo Rabbit, Joker e Parasite receberam 7 indicações.

## Vencedores e nomeados
| Melhor Filme - Once Upon a Time in Hollywood - 1917 - Ford v Ferrari - The Irishman - Jojo Rabbit - Joker - Little Women - Marriage Story - Gisaengchung (Parasite) - Uncut Gems | Melhor Diretor - Bong Joon-ho – Gisaengchung (Parasite) - Sam Mendes – 1917 - Noah Baumbach – Marriage Story - Greta Gerwig – Little Women - Josh Safdie e Benny Safdie – Uncut Gems - Martin Scorcese – The Irishman - Quentin Tarantino – Once Upon a Time in Hollywood |
| Melhor Ator - Joaquin Phoenix – Joker como Arthur Fleck / Coringa - Antonio Banderas – Dolor y gloria como Salvador Mallo - Robert De Niro – The Irishman como Frank Sheeran - Leonardo DiCaprio – Once Upon a Time in Hollywood como Rick Dalton - Adam Driver – Marriage Story como Charlie Barber - Eddie Murphy – Dolemite Is My Name como Rudy Ray Moore - Adam Sandler – Uncut Gems como Howard Ratner | Melhor Atriz - Renée Zellweger – Judy como Judy Garland - Awkwafina – The Farewell como Billi Wang - Cynthia Erivo – Harriet como Araminta "Minty" Ross / Harriet Tubman - Scarlett Johansson – Marriage Story como Nicole Barber - Lupita Nyong'o – Us como Adelaide Wilson - Saoirse Ronan – Little Women como Josephine "Jo" March - Charlize Theron – Bombshell como Megyn Kelly |
| Melhor Ator Coadjuvante - Brad Pitt – Once Upon a Time in Hollywood como Cliff Booth - Willem Dafoe – The Lighthouse como Thomas Wake - Tom Hanks – A Beautiful Day in the Neighborhood como Fred Rogers - Anthony Hopkins – The Two Popes como Pope Benedict XVI - Al Pacino – The Irishman como Jimmy Hoffa - Joe Pesci – The Irishman como Russell Bufalino                                               | Melhor Atriz Coadjuvante - Laura Dern – Marriage Story como Nora Fanshaw - Scarlett Johansson – Jojo Rabbit como Rosie - Jennifer Lopez – Hustlers como Ramona Vega - Florence Pugh – Little Women como Amy March - Margot Robbie – Bombshell como Kayla Pospisil - Zhao Shuzhen – The Farewell como Nai Nai                                                                         |
| Melhor Ator ou Atriz Jovem - Roman Griffin Davis – Jojo Rabbit como Jojo - Julia Butters – Once Upon a Time in Hollywood como Trudi Fraser - Noah Jupe – Honey Boy como Otis Lort - Thomasin McKenzie – Jojo Rabbit como Elsa - Shahadi Wright Joseph – Us como Zora Wilson - Archie Yates – Jojo Rabbit como Yorki                                                                                          | Melhor Elenco - The Irishman - Bombshell - Knives Out - Little Women - Marriage Story - Once Upon a Time in Hollywood - Gisaengchung (Parasite) |
| Melhor Roteiro Original - Quentin Tarantino – Once Upon a Time in Hollywood - Noah Baumbach – Marriage Story - Rian Johnson – Knives Out - Bong Joon-ho e Han Jin Won – Gisaengchung (Parasite) - Lulu Wang – The Farewell | Melhor Roteiro Adaptado - Greta Gerwig – Little Women - Noah Harpster e Micah Fitzerman-Blue – A Beautiful Day in the Neighborhood - Anthony McCarten – The Two Popes - Todd Phillips e Scott Silver – Joker - Taika Waititi – Jojo Rabbit - Steven Zaillian – The Irishman |
| Melhor Cinematografia - Roger Deakins – 1917 - Jarin Blaschke – The Lighthouse - Phedon Papamichael – Ford v Ferrari - Rodrigo Prieto – The Irishman - Robert Richardson – Once Upon a Time in Hollywood - Lawrence Sher – Joker | Melhor Direção de Arte - Barbara Ling e Nancy Haigh – Once Upon a Time in Hollywood - Mark Friedberg e Kris Moran – Joker - Dennis Gassner e Lee Sandales – 1917 - Jess Gonchor e Claire Kaufman – Little Women - Lee Ha Jun – Gisaengchung (Parasite) - Bob Shaw e Regina Graves – The Irishman - Donal Woods e Gina Cromwell – Downton Abbey                                       |
| Melhor Edição - Lee Smith – 1917 - Ronald Bronstein e Benny Safdie – Uncut Gems - Andrew Buckland e Michael McCusker – Ford v Ferrari - Yang Jinmo – Gisaengchung (Parasite) - Fred Raskin – Once Upon a Time in Hollywood - Thelma Schoonmaker – The Irishman | Melhor Figurino - Ruth E. Carter – Dolemite Is My Name - Julian Day – Rocketman - Jacqueline Durran – Little Women - Arianne Phillips – Once Upon a Time in Hollywood - Sandy Powell e Christopher Peterson – The Irishman - Anna Robbins – Downton Abbey |
| Melhor Cabelo e Maquiagem - Bombshell - Dolemite Is My Name - The Irishman - Joker - Judy - Once Upon a Time in Hollywood - Rocketman | Melhores Efeitos Visuais - Avengers: Endgame - 1917 - Ad Astra - The Aeronauts - Ford v Ferrari - The Irishman - The Lion King |
| Melhor Filme de Animação - Toy Story 4 - Abominable - Frozen 2 - How to Train Your Dragon: The Hidden World - J'ai perdu mon corps - Missing Link | Melhor Filme de Ação - Avengers: Endgame - 1917 - Ford v Ferrari - John Wick: Chapter 3 – Parabellum - Spider-Man: Far From Home |
| Melhor Filme de Ficção Científica ou Terror - Us - Ad Astra - Avengers: Endgame - Midsommar | Melhor Filme de Comédia - Dolemite Is My Name - Booksmart - The Farewell - Jojo Rabbit - Knives Out |
| Melhor Trilha Sonora - Hildur Guðnadóttir – Joker - Michael Abels – Us - Alexandre Desplat – Little Women - Randy Newman – Marriage Story - Thomas Newman – 1917 - Robbie Robertson – The Irishman | Melhor Canção - "Glasgow (No Place Like Home)" – Wild Rose - "(I'm Gonna) Love Me Again" – Rocketman - "I'm Standing With You" – Breakthrough - "Into the Unkown" – Frozen 2 - "Speechless" – Aladdin - "Spirit" – The Lion King - "Stand Up – Harriet |
| Melhor Filme Estrangeiro - Gisaengchung (Parasite) ( Coreia do Sul) - Atlantique ( França) - Les Misérables ( França) - Dolor y gloria ( Espanha) - Portrait de la jeune fille en feu ( França) | |

### Filmes com múltiplas nomeações
| Nomeações | Filme                                            |
| --------- | ------------------------------------------------ |
| 14        | The Irishman (Ganhou 1 prêmio)                   |
| 12        | Once Upon a Time in Hollywood (Ganhou 4 prêmios) |
| 9         | Little Women                                     |
| 8         | 1917                                             |
| 8         | Marriage Story                                   |
| 7         | Jojo Rabbit                                      |
| 7         | Joker                                            |
| 7         | Gisaengchung (Parasite)                          |
| 5         | Ford v Ferrari                                   |
| 4         | Bombshell                                        |
| 4         | Dolemite Is My Name                              |
| 4         | The Farewell                                     |
| 4         | Uncut Gems                                       |
| 4         | Us                                               |
| 3         | Avengers: Endgame                                |
| 3         | Knives Out                                       |
| 3         | Rocketman                                        |
| 2         | A Beautiful Day in the Neighborhood              |
| 2         | Ad Astra                                         |
| 2         | Dolor y gloria                                   |
| 2         | Downton Abbey                                    |
| 2         | Frozen 2                                         |
| 2         | Harriet                                          |
| 2         | Judy                                             |
| 2         | The Lighthouse                                   |
| 2         | The Lion King                                    |
| 2         | The Two Popes                                    |